# Salem (Missouri)
Salem é uma cidade localizada no estado americano de Missouri, no Condado de Dent.

## Demografia
Segundo o censo americano de 2000, a sua população era de 4854 habitantes.
Em 2006, foi estimada uma população de 4869, um aumento de 15 (0.3%).

## Geografia
De acordo com o United States Census Bureau tem uma área de 7,8 km², dos quais 7,8 km² cobertos por terra e 0,0 km² cobertos por água. Salem localiza-se a aproximadamente 381 m acima do nível do mar.

## Localidades na vizinhança
O diagrama seguinte representa as localidades num raio de 40 km ao redor de Salem.